# غلوكوز 6-فوسفات
غلوكوز 6-فوسفات (بالإنجليزية: Glucose 6-phosphate)‏ ويسمى أحيانا إستر روبيسون  هو غلوكوز مفسفر في مجموعة الهيدروكسيل المرتبطة بذرة الكربون السادسة. هذا التأين الثنائي شائع جدا في الخلايا لأن معظم الغلوكوز الداخل للخلية سيصبح مفسفرا على هذا النحو.
بسبب أهميته الكبيرة في الكيمياء الخلوية، للغلوكوز 6-فوسفات عدة مصائر فهو بداية مساريين أيضيين كبيرين هما: تحلل الجلوكوز ومسار فوسفات البنتوز، فضلا عن هذين المسارين يمكن أن يُحول كذلك إلى غلايكوجين لأجل النشا أو التخزين. يتم هذا التخزين في الكبد والعضلات على شكل غلايكوجين لدى معظم الحيوانات متعددة الخلايا، وعلى شكل نشا أو غلايكوجين داخل خلوي.

## الإنتاج

### من الغلوكوز
يُنتَج غلوكوز 6-فوسفات في الخلية بفسفرة الغلوكوز في ذرة الكربون السادسة، ويتم تحفيز هذا التفاعل بواسطة الإنزيم هكسوكيناز في معظم الخلايا، ولدى الحيوانات العليا بواسطة الغلوكوكيناز في بعض الخلايا خاصة خلايا الكبد، ويتم استهلاك جزيئة ATP واحدة في هذا التفاعل.
| α-D-غلوكوز 6-فوسفات | هكسوكيناز       | هكسوكيناز | D-غلوكوز |
|                     |                 |           |          |
| ADP                 | ATP             |           |          |
|                     |                 |           |          |
|                     |                 |           |          |
|                     |                 |           |          |
|                     | غلوكوز 6-فوسفات |           |          |

المركب C00031 في موسوعة كيوتو. الإنزيم 2.7.1.1 في موسوعة كيوتو. المركب C00668 في موسوعة كيوتو. التفاعل R01786 في موسوعة كيوتو.
السبب الأساسي للفسفرة الوسطية للغلوكوز هي لمنع انتشاره خارج الخلية. تضيف الفسفرة مجموعة فوسفات مشحونة لكي لا يعبر الغلوكوز 6- فوسفات الغشاء الغلوي بسهولة.

### من الغلايكوجين
يُنتَج الغلوكوز 6-فوسفات كذلك خلال تحلل الغليكوجين من الغلوكوز 1-فوسفات، وهو الناتج الأول لفك مكثورات الغلايكوجين.